# Elektronika 901

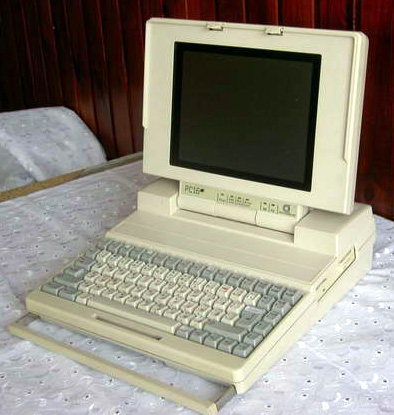
Elektronika 901

Elektronika 901 (rusky Электроника 901) byl typ osobního počítače, vyráběného v Sovětském svazu v roce 1991.
Počítač byl postaven na konstrukci stroje typu IBM; měl od něj procesor typu 8086 s rychlostí 4,47 MHz, paměť RAM činila 1 MB. Displej byl pouze monochromatický a měl rozlišení 640 x 200 bodů. Hmotnost celého stroje činila 4,5 kg. Jednalo se o první počítač tohoto typu, který se začal v SSSR vyrábět; vzhledem k tomu, že jeho pořizovací cena byla extrémně vysoká (25 000 tehdejších rublů, tedy 6000 dolarů při průměrném sovětském platu 500 rublů), však nezažil velký úspěch. Vyrobilo se méně než 1000 kusů a dnes tak tyto počítače patří mezi sběratelskou raritu.